# Manuel García Gil
Manuel García Gil, O.P., španski rimskokatoliški duhovnik, škof in kardinal, * 14. marec 1802, San Salvador de Camba, † 28. april 1881.

## Življenjepis
10. marca 1827 je prejel duhovniško posvečenje.
22. decembra 1853 je bil imenovan za škofa Badajoza; 23. aprila 1854 je prejel škofovsko posvečenje.
23. decembra 1858 je postal nadškof Zaragoze.
12. marca 1877 je bil povzdignjen v kardinala in imenovan za kardinal-duhovnika S. Stefano al Monte Celio.